# オテニオ・アーベル
オテニオ・アーベル（Othenio Lothar Franz Anton Louis Abel、1875年6月20日 - 1946年7月4日）はオーストリアの古生物学者である。
ウィーンに生まれた。法律と自然科学を学んだ。1898年頃には、地質学者のエドアルト・ジュースの助手を務め、1900年から1907年の間は王立地質学研究所で働いた。1907年にウィーン大学の准教授、1917年に地質学の教授となり1934年までその職にあった。1935年から1940年の間はドイツのゲッティンゲン大学の教授となった。
ルイ・ドロー (Louis Dollo) らとともに、古生物学の創始者のひとりとされる。著書に『脊椎動物古生物学綱要』（Grundzüge der Paläobiologie der Wirbeltiere　1902年）などがある。
政治的にはナチス・ドイツの熱烈な支持者であったため、戦後は隠遁を余儀なくされ、モンド湖の畔にあるモンドーゼーで失意の内に死去した（彼の息子で人類学者だったヴォルフガング・アーベルも又、ナチス・ドイツとその人種政策を強く支持したため戦後に学界を追放された）。
1985年からオーストリア科学アカデミーは古生物学に対する顕著な功労者に対して「オテニオ・アーベル賞」を設けたが、アーベルの戦前の政治姿勢から議論が起き、2012年に名称の変更が決定された。